# Nunatak Chërnyj
Nunatak Chërnyj är en nunatak i Antarktis. Den ligger i Östantarktis. Australien gör anspråk på området. Toppen på Nunatak Chërnyj är 1 121 meter över havet.
Terrängen runt Nunatak Chërnyj är lite kuperad. Trakten är obefolkad. Det finns inga samhällen i närheten.